# Scopesis depressa
Scopesis depressa là một loài tò vò trong họ Ichneumonidae.